# Małgorzata Mrugacz
Małgorzata Mrugacz – polska okulistka, od 2015 profesor nauk medycznych. Specjalizuje się w okulistyce dziecięcej.

## Życiorys
Dyplom lekarski zdobyła na Akademii Medycznej w Białymstoku (od 2008 roku Uniwersytet Medyczny) i na tej uczelni pracuje do dziś.
Stopień doktorski uzyskała w 1999 roku na podstawie pracy „Cytokiny w płynie podsiatkówkowym chorych z przedarciowym odwarstwieniem siatkówki”. Habilitowała się w 2008 roku na podstawie oceny dorobku naukowego i pracy pod tytułem „Wybrane parametry immunologiczne a zmiany w narządzie wzroku w przebiegu mukowiscydozy u dzieci i młodzieży”. Tytuł naukowy profesora nauk medycznych został jej nadany w 2015.
Jest adiunktem i kierownikiem w Samodzielnej Pracowni Rehabilitacji Narządu Wzroku Uniwersytetu Medycznego w Białymstoku. Pracuje także w uniwersyteckiej Klinice Okulistyki Dziecięcej z Ośrodkiem Leczenia Zeza. Należy do Polskiego Towarzystwa Okulistycznego. W ramach Towarzystwa działa w sekcji okulistyki dziecięcej.
Swoje prace publikowała w czasopismach krajowych i zagranicznych, m.in. w Klinice Ocznej, Okulistyce oraz Kontaktologii i Optyce Okulistycznej. Zainteresowania kliniczne i badawcze M. Mrugacz dotyczą zagadnień okulistyki dziecięcej.